# Aéroport de Saint-Louis MidAmerica
Ne doit pas être confondu avec Scott Air Force Base.
L'aéroport MidAmerica Saint-Louis (code IATA : BLV • code OACI : KBLV • code FAA : BLV) est un aéroport cohabitant avec la Scott Air Force Base. Il est situé à 26 km à l'est du quartier d'affaires de Belleville, dans le comté de Saint Clair, en Illinois, États-Unis.
L'aéroport dessert la région métropolitaine de Saint-Louis, dans le Missouri, dont l'aéroport Lambert-Saint-Louis est le principal. 

## Compagnies aériennes et destinations
| Compagnies    | Destinations |
| ------------- | --- |
| Allegiant Air | Fort Lauderdale-Hollywood, Fort Walton-Nord Floride, Jacksonville, Las Vegas-Harry-Reid, Orlando-Sanford, Phoenix-Mesa-Gateway , Punta Gorda (Floride), St. Petersburg-Clearwater Seasonal: Myrtle Beach |

## Transport Public - Light rail

L'arrêt Shiloh-Scott du métro léger de Saint-Louis lie l'aéroport avec des trains directs vers le centre-ville de Saint-Louis